# Diego Barrios Suárez
Diego Alfonso Barrios Suárez (Capitán Bado, 20 luglio 1987) è un ex calciatore paraguaiano, di ruolo attaccante.